# Belén Rodríguez
María Belén Rodríguez Cozzani (Buenos Aires, 20 de septiembre de 1984) es una modelo, actriz, presentadora de televisión, celebridad de internet y showgirl argentinoitaliana.
Conocida como Belén Rodríguez o simplemente como Belén, está establecida en la ciudad de Milán en Italia desde 2004 y ha presentado varios programas de televisión y protagonizado varias películas y ficciones obteniendo éxito y popularidad. En febrero de 2011, condujo el Festival de la Canción de San Remo, uno de los espectáculos más importantes de Europa, junto a  Elisabetta Canalis y Gianni Morandi, como lo hicieron anteriormente otras 2 argentinas como Valeria Mazza (1996) y Lola Ponce (2008).
Considerada un símbolo sexual de los años 2000 y 2010, gracias a su considerable encanto ha realizado varios calendarios y fue noticia, tanto en Italia como a nivel internacional, también en las revistas de la prensa rosa a causa de los acontecimientos relacionados con su carrera en el mundo del espectáculo italiano y sus relaciones sentimentales. La prensa internacional bautizó a Belén como «la Sofía Loren rioplatense». Cecilia es la hermana menor de Belén.

## Biografía y carrera
Aunque Belén nació en la ciudad de Buenos Aires, creció en el partido del Pilar, en la provincia de Buenos Aires. Belén inició su carrera cuando tenía 17 años, trabajando en Argentina, México y Miami. Tras un intento fallido en el telerrealidad Súper M, y luego descubierta por el agente Alejandro Carapella Goñi en una disco reconocida de Buenos Aires, el director de W MODELS AGENCY le tomó sus primeras fotos y la envió a Fashion Models Management en Milano en Italia. Sin darle tiempo de reacción a sus padres, la joven hizo las valijas para afincarse en un país de idioma desconocido y en el que no contaba con los papeles obligatorios para ingresar. La modelo argentina se instaló en Italia en 2004 a los 19 años, con objetivos muy claros y dispuesta a lograrlos. A la espera del pasaporte italiano, vivió tres años como ilegal, anduvo por México y mientras tanto sembró las bases de una carrera que se inició con fotos y campañas publicitarias y adquirió una dimensión mediática impensada. Romances con personajes conocidos, una simpatía arrolladora y una belleza muy italiana (heredada de la rama de los abuelos genoveses) terminaron de configurar una estrella, asistida por la agencia televisiva de Lucio Presta y la agencia de moda de Paola Benegas. En 2008 Belén fue elegida Miss Canarias. En enero de 2015, Belén perdió la línea de John Richmond favor de Mariana Rodríguez. Belén en septiembre de 2016 perdió la línea de Vanitas a favor de Madalina Ghenea.

### Familia
María Belén Rodríguez Cozzani, conocida comúnmente como Belén Rodríguez o también sólo como Belén, nació en Buenos Aires el 20 de septiembre de 1984, es hija de Gustavo Rodríguez, de ascendencia española e italiana, y de Verónica Cozzani, hija de inmigrantes de La Spezia: la pareja además tiene otros 2 hijos, Jeremías y Cecilia.
En diciembre de 2001 Belén consiguió el diploma de la escuela de arte en Buenos Aires y enseguida se inscribió en la Universidad de Buenos Aires en la Facultad de Ciencias Sociales. Belén tiene un hermano menor, Jeremías Rodríguez, y una hermana menor, Cecilia Rodríguez (nacida en Pilar el 18 de marzo de 1990) que también es bien conocida en el mundo del espectáculo italiano como modelo, actriz y showgirl. En 2014 Cecilia también se convirtió en una mujer de negocios junto a Belén en Milán y en Italia. Jeremías (nacido en Pilar el 11 de noviembre de 1988) participó en Grande Fratello VIP en el otoño de 2017 y en L'isola dei famosi en la primavera de 2019.

### Vida privada
Establecida oficialmente en Milán desde 2004, en el abril del 2012 Belén se comprometió con Stefano De Martino (nacido en Torre del Greco el 3 de octubre de 1989), empresario desde 2014 que participa desde 2009 en el espectáculo italiano sobre todo como showman, bailarín profesional, modelo coreógrafo y,  desde 2019, como presentador de radio y de televisión. El 9 de abril de 2013 en la ciudad de Milán nació Santiago De Martino, el primer hijo de la pareja Belén y Stefano, pareja que luego se unió oficialmente en matrimonio bajo religión católica unido a la ley italiana el 20 de septiembre de 2013 en Comignago. Belén anunció la ruptura definitiva de su primer matrimonio el 22 de diciembre de 2015. Belén en septiembre de 2020 se comprometió con el peluquero Antonino Spinalbese y el 12 de julio de 2021 nació en la ciudad de Padova Luna Marì Spinalbese, la primera hija de la pareja Belén y Antonino. En enero de 2022 terminó definitivamente la relación entre Belén y Antonino.

### Fama y controversias
En los últimos años - particularmente, desde 2008 hasta hoy - «la Sofía Loren rioplatense» - como la califican los medios italianos e internacionales - se convirtió en uno de los blancos preferidos por los paparazzi italianos: Belén estuvo comprometida por 4 años, del 2004 al 2008, con el jugador Marco Borriello; también mantuvo una relación con Fabrizio Corona (exmarido de la modelo y showgirl croata Nina Moric) del año 2009 hasta abril de 2012 despertando el interés de la prensa italiana e internacional.
La fama alcanzada le valió que en algún medio la señalaran como una de las chicas que participaban de las fiestas organizadas por el expresidente italiano Silvio Berlusconi, rumor que fue desmentido categóricamente por ella y por el que mantiene litigios legales con varios medios; la justicia italiana dio la razón a Belén Rodríguez en 2013.
Según la declaración emitida por Ruby Rubacuori (nombre artístico de Karima El Mahrough, nacida el 11 de noviembre de 1992 en Fkih Ben Salah) durante el interrogatorio (Ante la Fiscalía de Milán, en agosto de 2010, cuando Ruby aún era menor de edad, durante el "processo Ruby", en el 2010 entre febrero y mayo Belén Rodríguez, Barbara d'Urso y Aída Yéspica habían "participado activamente" (con o sin sexo) de la famosa "cena elegante de Arcore" (en una o más ocasiones); las afirmaciones de Ruby, sin embargo, resultaron ser falsas: de hecho, según lo escrito por el Tribunal de Milán, en la motivación de la sentencia (publicada en el 2013) de la condena del expremier Silvio Berlusconi, el testimonio de Ruby es "poco fiable" (no digna de crédito) y precisamente los jueces milaneses creen que las declaraciones de Ruby (textualmente) «no alcanzan, ninguna presunción de credibilidad» y por eso Barbara d'Urso, Belén Rodríguez y Aída Yéspica, favorecidas por dicha afirmación del Tribunal de Milán (que es el primer nivel de juicio en el sistema judicial italiano) en la sentencia ya citada, anunciaron accionar legalmente para proteger su imagen, honor y reputación. Las posteriores absoluciones de Berlusconi en segundo grado en 2014, no anula, desde el punto de vista jurídico y legal, la validez de cuanto se ha dicho sobre la inexistente veracidad de la declaración de Ruby mencionado anteriormente para la condena de primer grado - que fue cancelado en el segundo grado en 2014 - no se basaba en las afirmaciones antes citadas de Ruby porque (textualmente) «a pesar de que pueden ser colocados legalmente sobre la base de la declaración de la responsabilidad penal del acusado Berlusconi, las declaraciones de Ruby Rubacuori [citada en el documento judicial con su apellido de nacimiento El Mahroug] no están respaldados por ninguna presunción de credibilidad».
Otros controversias relacionados con Belén están vinculados a sus exnovios, o para su imagen: por ejemplo, sobre su imagen, Belén ha estado involucrado en una demanda contra Google desde 2006. sobre las reclamaciones por daños derivados de la indexación de sitios web de pornografía que se habían apropiado de su imagen en un video casero filmado por Belén junto al actor Tobías Blanco en el que se los ve teniendo relaciones sexuales en diferentes poses, video que aún hasta el día de hoy es accesible en Internet en sitios como Pornhub, incluso cuando se ha dado a conocer que la modelo era menor de edad en ese entonces. Esto fue un grave escándalo mediático en 2011.
La relación de Belén con Fabrizio Corona, entre enero de 2009 y abril de 2012, ha estado a menudo en el centro de los chismes italiana despertando diversas controversias y varias disputas: por ejemplo, en abril de 2009 los paparazzi de Novella 2000 han fotografiado desnudo Corona después de una relación sexual con Belén consume en lugares públicos en las Maldivas, estado en el que la Sharia prohíben tal comportamiento; la sesión fotográfica fue publicado en Italia el 24 de abril y provocó varias controversias.
De 2013 a 2015 Belén ha financiado, sin éxito, algunas iniciativas empresariales de Stefano De Martino, en ese momento su primer marido: estos fracasos, de acuerdo con Chi, son algunas de las razones que llevaron a su separación en diciembre de 2015. Por ejemplo, en octubre de 2014 Belén Rodríguez y su esposo Stefano De Martino fundó una cadena de tiendas de ropa en Milán (llamado 4store) y luego, al ver el éxito inicial, siguiendo la cadena expandida fuera de Milán a mediados del año 2015, pero a finales de 2015, la cadena fracasaron: tenga en cuenta que en virtud de la ley italiana, el cónyuge más rico (Belén) debe pagar un mantenimiento de la vida a ex cónyuge (Stefano) que es más pobre (de Belén) también en caso de infidelidad (de Stefano contra Belén); después de que Stefano abandonó el hogar conyugal en marzo de 2015 después de algunos meses de graves dificultad. Después del intento fallido de Belén de reconciliarse con su marido, el 21 de diciembre de 2015 Stefano De Martino definitivamente deja el domicilio conyugal (y su esposa Belén y su hijo); el día siguiente (22 de diciembre de 2015) Belén anunció la ruptura definitiva de este matrimonio causando un escándalo mediático.
Stefano De Martino y Belén Rodríguez se separaron legalmente el 24 de enero de 2017 cuando firmaron un acuerdo judicial (el "divorcio breve") en la Corte de Milán; como parte de este "divorcio breve", Stefano fue condenado a pagar 1000 Euros cada mes a su hijo Santiago hasta que alcanza la mayoría; según la ley italiana, el divorcio entra en vigor legalmente después de seis meses de separación legal. Para evitar un muy largo y muy costoso juicio público en Tribunal, Stefano ni demandó ni recibió dinero de su exesposa. Stefano (que es más pobre de Belén) no está obligado a pagar a su exesposa, sino sólo a su hijo Santiago que vive con Belén. El 22 de abril de 2019, luego de algunos meses de visitas privadas para tratar de resolver los contrastes de 5 años anteriores, Stefano y Belén regresaron juntos, por primera vez en público; después de unos meses de rumores, en mayo de 2020 Belén comunicó a la prensa la crisis de la relación: en julio de 2020 Belén comunicó la ruptura definitiva, causando un escándalo.

## Carrera en el mundo del espectáculo italiano

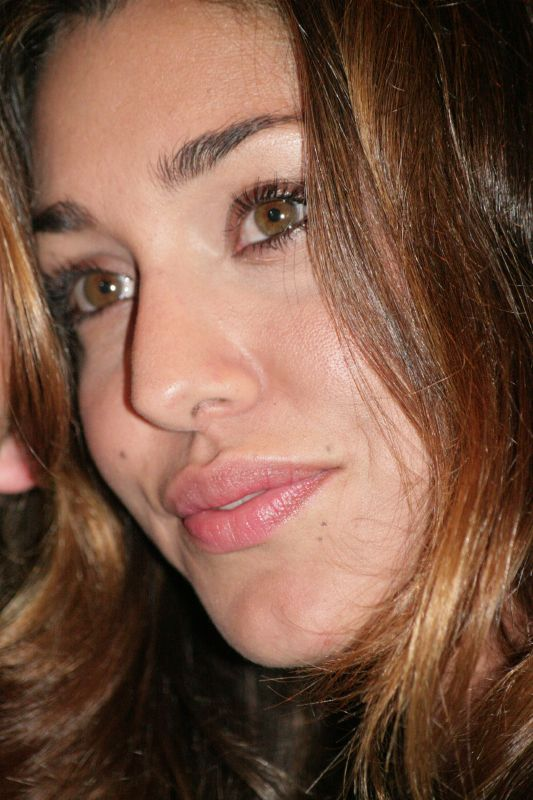
Belén Rodríguez en 2009

### Premios y honores
Oscar TV / Premio Regia Televisiva
- 2011 – Personaje revelación del año (Personaggio rivelazione dell'anno)[5][6]

Accademia Amici della Lirica
- 2013 – Mujer del año (Donna dell'anno)[78][79]

Galà della Pubblicità
- 2014 – Excelencia del año (Eccellenza dell'anno)[80][81]

San Gennaro Day
- 2015 – Obra de arte viviente (Opera d'arte vivente)[82]

### Televisión
- Sfilata d'amore e moda (Rete 4, 2004-2012) showgirl y modelo
- La tintoria (Rai 3, 2007) showgirl y copresentadora
- Stile libero Max (Rai 2, 2007) showgirl y copresentadora
- Circo Massimo Show (Rai 3, 2007) showgirl y copresentadora
- Verissimo (Canale 5, 2007) enviada
- Pirati (Rai 2, 2008) enviada y copresentadora
- Lucignolo (Italia 1, 2008) enviada
- L'isola dei famosi 6 (Rai 2, 2008) concursante[83]
- Scherzi a parte (Canale 5, 2009) showgirl y copresentadora
- Lo show dei record (Canale 5, 2009) showgirl[84]
- Sarabanda (Canale 5, 2009) showgirl y copresentadora
- Grande Fratello 10 (Canale 5, 2009) showgirl[84]
- 60º Festival di Sanremo (Rai 1, 2010) showgirl y cantante
- Chiambretti Night (Italia 1, 2010) showgirl
- Stiamo tutti bene (Rai 2, 2010) presentadora
- Paperissima (Canale 5, 2011) showgirl[84]
- 61º Festival di Sanremo (Rai 1, 2011) showgirl y copresentadora
- Ciak... si canta! (Rai 1, 2011) presentadora
- La notte degli chef (Canale 5, 2011) cocinera y showgirl[85]
- Colorado (Italia 1, 2011-2012) presentadora
- Italia's Got Talent (Canale 5, 2012-2013) presentadora
- 62º Festival di Sanremo (Rai 1, 2012) showgirl y copresentadora
- Amici di Maria De Filippi (Canale 5, 2012) bailarina profesional y showgirl
- RadioItalia live - Il concerto (Italia 1, 2012) presentadora
- Studio 5 (Canale 5, 2013) showgirl[84]
- Come mi vorrei (2014) presentadora
- Chiambretti Supermarket (Italia 1, 2014) primera bailarina[86] y showgirl
- Tú sí que vales Italia (Canale 5, 2014-2022) presentadora
- Avanti un altro! Pure di domenica... (Canale 5, 2015) showgirl y presentadora[84]
- Striscia la Notizia (Canale 5, 2015-2016) showgirl y presentadora
- Arena di Verona, lo spettacolo sta per iniziare (Canale 5, 2015) showgirl y copresentadora
- Pequeños gigantes Italia (Canale 5, 2016) presentadora
- L'intervista (Canale 5, 2016) showgirl[84]
- Nemicamatissima (Rai 1, 2016) showgirl[84]
- C'è posta per te (Canale 5, 2017-2018) showgirl[84]
- Emigratis (Italia 1, 2017) showgirl[84]
- Selfie - Le cose cambiano (Canale 5, 2017) enviada y showgirl
- Grande Fratello VIP 2 (Canale 5, 2017) showgirl[84]
- Chi ha incastrato Peter Pan? (Canale 5, 2017) showgirl[84]
- Amici di Maria De Filippi (Canale 5, 2018) showgirl[84]
- Balalaika - Dalla Russia col pallone (Canale 5, 2018) showgirl y copresentadora
- Sanremo Young (Rai 1, 2019) showgirl y miembro del jurado
- La notte della Taranta (Rai 2, 2019) presentadora
- Festival di Castrocaro (Rai 2, 2019) presentadora
- Canzone segreta (Rai 1, 2021) showgirl[84]
- Le Iene (Italia 1, 2022-2023) presentadora
- Michelle Impossible & Friends (Canale 5, 2023) showgirl[84]
- La TV dei 100 e uno (Canale 5, 2023) showgirl[84]
- Celebrity Hunted: Caccia all'uomo 4 (Prime Video, 2023) concursante con Cecilia Rodríguez

### Filmografía

#### Cine
- 2010 - Natale in Sudafrica, dirigida por Neri Parenti – personaje: Angela Ladesse
- 2011 - Se sei così, ti dico sì, dirigida por Eugenio Cappuccio – personaje: Talita Cortes
- 2015 - Non c'è due senza te, dirigida por Massimo Cappelli – personaje: Laura

#### Doblaje
- 2012 - Gladiatori di Roma, dirigida por Iginio Straffi - personaje: voz de Diana

#### Series de televisión
- Il commissario Montalbano, dirigida por Alberto Sironi – actriz[87][88] (Rai 1, 2011) – personaje: Dolores Alfano
- Così fan tutte, dirigida por Gianluca Fumagalli – guest-star (Italia 1, 2011)
- Don Matteo 10, dirigida por Jan Maria Michelini - actriz (Rai 1, 2016) – personaje: Celeste Martínez (tía de Tomas)

### Discografía

#### Videos musicales
- 2008 - Boyfriend de Coolio (Belén Rodríguez es la protagonista femenina[89][90] del videoclip Boyfriend del álbum Steal Hear del rapper Coolio)
- 2015 - Amarti è folle de Maria Belén (pseudónimo de Belén Rodríguez), canción escrita y arreglada por Fortunato Zampaglione por la banda sonora de la película Non c'è 2 senza te

#### Sencillos
- 2009 - Dai muovi muovi escrito por Mario Gardini y compuesto por Juan Pablo Fontana y Roberto De Luca (tema musical del programa televisivo Sarabanda)
- 2010 - Aeroplani de Toto Cutugno (canción cantada por Toto Cutugno con Belén Rodríguez en Festival de Sanremo 2010 en la noche de duetos[91])
- 2015 - Amarti è folle, con el nombre artístico de Maria Belén, canción escrita y arreglada por Fortunato Zampaglione por la banda sonora de la película Non c'è 2 senza te

### Otras actividades

#### Perfumes
- 2011 - Belen Rodríguez (Gold)[92]
- 2011 - Belen Rodríguez (Eau de Parfum)[93]

#### Radio
- 2013 - Password (RTL 102.5)

#### Calendarios
- 2006 - Calendario de Vuemme[94][95][96][97]
- 2006 - Calendario de De Nardi (con Eva Collini, Ainett Stephens y Nena Ristic[98][99][100][101])
- 2007 - Calendario de Fer[102][103]
- 2008 - Calendario de Maxim[104][105]
- 2009 - Calendario de Max[106][107]
- 2010 - Calendario de Vuemme[108]
- 2010 - Calendario de Max (con Cecilia Rodríguez[109])
- 2011 - Calendario de Maxim[110]
- 2011 - Calendario de TIM[111]